# Карпентер, Эдвард
Эдуард Карпентер (29 августа 1844 года — 28 июня 1929 года) — британский поэт, писатель, мыслитель и утопический социалист. Был одним из первых активистов, выступавших за права геев, тюремную реформу и отказ от вивисекции.

## Биография
Карпентер родился 29 августа 1844 года в Хоуве недалеко от Брайтона. Учился в Брайтонском колледже. После изучения богословия работал куратором в Англиканской церкви.
В 1874 году Карпентер покинул Англиканскую церковь и стал лектором по астрономии в Лидсе. Он переехал сначала в Честерфилд, а затем через год в Шеффилд. В это время он начал писать стихи.
В 1883 году стал членом Социал-демократической федерации (SDF) и попытался создать местную группу в Шеффилде. Эта группа выбрала автономию, и было сформировано Шеффилдское социалистическое общество.
В 1880-х годах Карпентер проявлял интерес к индуистскому мистицизму и индийской философии. В 1890 году он отправился на Цейлон и в Индию и провел время с индуистским учителем, который называл себя Гнани. Карпентер позже описал своего учителя в своей работе «Пик Адама в Элефанте». Когда Карпентер вернулся из Индии в 1891 году, он встретил рабочего Джорджа Меррилла из Шеффилда. Они влюбились, вступили в отношения и с 1898 года прожили вместе до конца жизни.
В 1890-х годах Карпентер писал статьи против дискриминации сексуальной ориентации, написал «Промежуточный пол». Он также написал книгу «Совершеннолетие Любви».
С 1892 года он стал политически активным членом Независимой лейбористской партии.
В апреле 1914 года Карпентер вместе с Лоуренсом Хаусманом основал Британское общество по изучению психологии пола.
В 1919 году Карпентер опубликовал свою пацифистскую работу «Исцеление народов и скрытые источники их раздоров».
Карпентер умер 28 июня 1929 года.

## Работы Карпентера
- На пути к демократии (1883)
- Идеал Англии (1887)
- Цивилизация: её причина и лекарство (1889; переиздан в 1920 году)
- Гомогенная любовь и её место в свободном обществе (1894)
- Совершеннолетие любви (1896)
- Дни с Уолтом Уитменом (1906)
- Иолаус — Антология дружбы (редактор, 1908)
- Промежуточный пол: исследование некоторых переходных типов мужчин и женщин (1908)
- Промежуточные типы среди первобытного народа (1914)
- Мои дни и мечты. Автобиография (1916)
- Языческие и христианские символы веры: их происхождение и значение (1920)
- Больше никогда! (1916)
- Исцеление народов и скрытые источники их раздоров (1915)
- Тюрьмы полиция и наказание (1907)

## Публикации на русском языке
- Цивилизация, ее причина и излечение и другие статьи